# Bichl (Fraktion, Gemeinde Prägraten am Großvenediger)
Bichl ist eine Fraktion der Gemeinde Prägraten am Großvenediger in Österreich. Die Ortschaft wurde 2001 von 74 Personen bewohnt.

## Geographie
Bichl liegt im hinteren Teil des Virgentales zwischen den Orten Hinterbichl im Westen und St. Andrä im Osten, wobei die Fraktion mit den beiden Orten jeweils durch eine Straße verbunden ist. Die Virgentalstraße (L24) liegt etwas südlich von Bichl. Die Fraktion Bichl besteht aus dem Dorf Bichl mit dem zugehörigen Einzelhof Oberbichl, der Streusiedlung Frösach und der Sajathütte. Als Hofstellen werden die Bauernhöfe Schmieder, Oberfrößler, Unterfrößler, Oberpetterer, Unterpetterer, Kratzerfeldner, Oberkratzer, Innerkratzer und Oberbichl der Fraktion Bichl zugeordnet.
Die Häuser des Dorfes gruppieren sich in 1493 Metern Höhe um einen Hügel, auf dem die Dorfkapelle thront. Frösach befindet sich rund 800 Meter westlich des Dorfes Bichl. Die Fraktion bestand 2001 aus insgesamt 21 Gebäuden, wobei 14 der 21 Gebäude mindestens einen Hauptwohnsitz aufwiesen. Insgesamt bestanden zu diesem Zeitpunkt 20 Wohnungen in Bichl, des Weiteren wies die Fraktion fünf Arbeitsstätten und acht land- und forstwirtschaftliche Betriebe auf.

## Geschichte
Bichl wurde von den österreichischen Behörden auf Grund seiner geringen Größe lange Zeit nicht extra ausgewiesen. Erst nach dem Zweiten Weltkrieg wird Bichl in den Ergebnissen der Volkszählung 1951 als Weiler von St. Andrä genannt. Zu diesem Zeitpunkt umfasste Bichl acht Häuser mit 64 Bewohnern. 1961 bestand Bichl aus 11 Häusern mit 104 Bewohnern, wobei neben dem Weiler Bichl mit neun Häusern und 89 Einwohnern auch Frößach mit zwei Häusern und 15 Bewohnern zu Bichl gezählt wurde. Auch 1971 bestand die Fraktion Bichl aus insgesamt 13 Häusern, wobei zu diesem Zeitpunkt 110 Menschen in der Fraktion lebten und aus dem „Dorf“ Bichl und der Streusiedlung Frösach bestand. 1991 lebten die 87 der 91 Einwohner von Bichl im Dorf Bichl und 4 Einwohner in Frößach.

## Bauwerke
Mit der Kapelle zum Hl. Geist besitzt Bichl eine denkmalgeschützte, barocke Kapelle, deren Entstehung auf das 17. Jahrhundert zurückgeht. Sehenswert ist zudem der Oberbichler-Hof mit einem Kern aus dem 17. Jahrhundert, der den höchstgelegenen Hof von Prägarten darstellt. Die Sajathütte wurde 2001 neu errichtet, nachdem sie im April dieses Jahres von einer Lawinen zerstört worden war.